# Università di Liverpool Hope
L'Università di Liverpool Hope (in inglese: Liverpool Hope University) è una delle tre università accreditate a livello nazionale a Liverpool, in Inghilterra. È stata riconosciuta come università nel Regno Unito nel 2005, ma l'università è significativamente più antica: due dei tre college sono stati fondati nel XIX secolo, il più antico nel 1844 e il secondo nel 1856, e il terzo college è stato finalmente istituito nel gli anni '60. La Liverpool Hope University è attualmente l'unica università ecumenica in Europa. Le strutture dell'università sono distribuite in due sedi diverse, con il campus principale a Childwall. A causa dell'alto tasso di occupazione tra i laureati, 97,3% nel primo anno dopo la laurea, nel 2008 l'università è stata considerata l'università di maggior successo nel nord ovest dell'Inghilterra.

## Storico della leadership
Caroline Cox, baronessa Cox è stata cancelliere dell'università dal 2006 al 2013. Charles Guthrie, barone Guthrie di Craigiebank è stato cancelliere dal 2013 al 2020.

## Numeri sugli studenti
Dei 4.985 studenti dell'anno accademico 2019/2020, 3.370 sono donne (67,6%) e 1.595 uomini (32,0%). 3.855 studenti provenivano dall'Inghilterra, 10 dalla Scozia, 170 dal Galles, 695 dall'Irlanda del Nord, 130 dall'UE e 90 da paesi non UE. 3.895 (78,1%) degli studenti puntavano alla prima laurea nel 2019/2020, quindi erano laureandi. 1.090 (21,9%) si preparavano per un'ulteriore laurea, erano laureati.  80 di loro hanno lavorato nella ricerca.
Nel 2006 gli studenti erano 7.885.  Nel 2007 sono stati iscritti all'università studenti provenienti da circa 65 paesi.